# Maxwell Deacon
Maxwell Deacon   (Thunder Bay, 22 de març de 1910 - 29 d'abril de 1970) va ser un jugador d'hoquei sobre gel canadenc que va competir durant les dècades de 1930 i 1940.
El 1936 va prendre part en els Jocs Olímpics de Garmisch-Partenkirchen, on guanyà la medalla de plata en la competició d'hoquei sobre gel.